# Джалляб
Джалляб — (По-арабски: جلاب / Транскрипция: jallāb) — популярный на Ближнем Востоке вид сиропа.
Способ его приготовления зависит от конкретной страны и традиций, но чаще всего он готовится из фиников, плодов рожкового дерева, виноградной мелассы и розовой воды. Джалляб более всего популярен в Сирии, Палестине и Ливане. Чаще всего он готовится из мелассы и специфических искусственных красителей, получаемых путём копчения ладана. Джалляб, как правило, подаётся с кубиками льда, кедровыми орешками и изюмом.